# Galaksna grupa
Galaksna grupa ili grupa galaksija (GrG) je agregacija galaksija koja se sastoji od oko 50 ili manje gravitaciono vezanih članova, svaki bar luminozan kao Mlečni put (oko 1010 puta veće luminoznosti od Sunca); kolekcije galaksija veće od grupa koje su grupisanja prvog reda nazivaju se galaksnim klasterima. Grupe i klasteri galaksija mogu se i sami grupirati u superklastere galaksija.
Galaksija Mlečni put deo je grupe galaksija nazvane Lokalna grupa.

## Karakteristike
Grupe galaksija su agregati galaksija. One obično sadrže ne više od 50 galaksija u prečniku od 1 do 2 megaparseka (Mpc). Njihova masa je približno 1013 solarnih masa. Brzine širenja za pojedine galaksije su oko 150 km/s. Međutim, ovu definiciju treba koristiti samo kao vodič, jer su veći i masivniji sistemi galaksija ponekad klasifikovani kao grupe galaksija.
Grupe su najčešće strukture galaksija u svemiru, i one obuhvataju najmanje 50% galaksija u lokalnom svemiru. Grupe imaju raspon masa u opsegu od vrlo velikih eliptičnih galaksija do klastera galaksija. U lokalnom svemiru, oko polovine grupa pokazuje difuzne emisije X-zraka iz svojih intraklasternih medija. Smatra se da one koje emituju rendgenske zrake sadrže galaksije ranog tipa. Difuzne emisije X-zraka dolaze iz zona sadržanih u unutrašnjih 10-50% radijusa grupe, obično 50-500 kpc.

## Tipovi
Postoji nekoliko podtipova grupa.

### Kompaktne grupe
Kompaktna grupa se sastoji od malog broja galaksija, tipično oko pet, u neposrednoj blizini i relativno izolovanih od drugih galaksija i formacija. Prva kompaktna grupa koja je otkrivena je Stefanov kvintet, pronađen 1877. godine. Stefanov kvintet je dobio ime po kompaktnoj grupi od četiri galaksije plus neasociranoj galaksiji u prvom planu. Astronom Paul Hikson je stvorio katalog takvih grupa 1982. godine, Hiksonovih kompaktnih grupa.
Kompaktne grupe galaksija uočljivo ispoljavaju efekat tamne materije, jer je vidljiva masa znatno manja od one potrebne za gravitaciono držanje galaksija zajedno u vezanoj grupi. Kompaktne grupe galaksija takođe nisu dinamički stabilne tokom Hublovog vremena, što pokazuje da galaksije evoluiraju spajanjem tokom svemirskih vremenskih razdoblja.

### Fosilne grupe
Fosilne galaksne grupe, fosilne grupe, ili fosilni klasteri se smatraju krajnjim ishodom spajanja galaksija unutar normalne galaktičke grupe, ostavljajući za sobom rentgenski oreol progenitorne grupe. Galaksije unutar grupe vrše međusobne uticaje i stapaju se. Fizički proces koji stoji iza ovog spajanja galaksija je dinamičko trenje. Vremenske skale za dinamičko trenje na luminoznim (ili L*) galaksijama sugeriše da su fosilne grupe stari, neometani sistemi koji su zabeležili mali pad L* galaksija od njihovog početnog kolapsa. Fosilne grupe stoga su važna laboratorija za proučavanje nastanka i evolucije galaksija i unutargrupnog medijuma u izolovanom sistemu. Fosilne grupe mogu još uvek da sadrže nesrasle patuljaste galaksije, ali masivniji članovi grupe su se kondenzovali u središnju galaksiju. Ovu hipotezu potkrepljuju studije računarskih simulacija kosmoloških zapremina.
Najbliža fosilna skupina Mlečnom putu je NGC 6482, eliptična galaksija na udaljenosti od približno 180 milijuna svetlosnih godina koja se nalazi u sazvežđu Herkula.

### Protogrupe
Protogrupe su grupe koje su u procesu formiranja. Oni su manji oblik protoklastera. One sadrže galaksije i protogalaksije uklopljene u haloe tamne materije koji su u procesu stapanja u grupne formacije singularnih haloa tamne materije.

## Spisak
| Lokalna grupa                                                                              | Grupa gde je Mlečno put, uključujući Zemlju, lociran                         |
| Stefanov kvintet                                                                           | Jedna od najfotogeničnijih grupa                                             |
| Robertov kvintet                                                                           | Još jedna veoma uočljiva grupa                                               |
| Buletska grupa                                                                             | Grupa koja se spaja pokazuje razdvajanje tamne materije od normalne materije |
| Ovde su navedene neke od najznačajnijih grupa; Za više grupa pogledajte članak sa spiskom. |                                                                              |

## Napomene
1. ↑  Pogledajte 1022 m za poređenje rastojanja.

## Literatura
- Abell, George O. (1958). „The Distribution of Rich Clusters of Galaxies” (PDF). The Astrophysical Journal Supplement Series. 3: 211. Bibcode:1958ApJS....3..211A. doi:10.1086/190036. Архивирано из оригинала (PDF) 21. 7. 2018. г. Приступљено 29. 11. 2019.
- „Galaxy Collision Separates Out the Dark Matter”. Universe Today. 21. 8. 2006.
- „Galaxy Cluster Collision Creates a Dark Matter Core”. Universe Today. 16. 8. 2007.
- „Ring of Dark Matter Discovered Around a Galaxy Cluster”. Universe Today. 15. 5. 2007.
- Schilling, Govert (12. 1. 2012). „When Galaxies Crash”. ScienceNOW. Архивирано из оригинала 29. 1. 2012. г.
- „Humongous 'El Gordo' galaxy cluster packs mass of 2 quadrillion stars”. Christian Science Monitor. 11. 1. 2012.
- „Discovery of the Musket Ball Cluster, a system of colliding galaxy clusters”. Science Daily.
- XMM-Newton (6. 6. 2014). „Cosmic collision in the Bullet Group”. European Space Agency.
- Gastaldello, F.;  . (2014). „Dark matter–baryons separation at the lowest mass scale: The Bullet Group”. Monthly Notices of the Royal Astronomical Society: Letters. 442: L76—L80. Bibcode:2014MNRAS.442L..76G. arXiv:1404.5633 . doi:10.1093/mnrasl/slu058.
- „Wild's Triplet”. Oxford Reference (online изд.). Oxford University Press. Приступљено 13. 10. 2018. (Subscription or UK public library membership required.)
- „Aintno Catalog”.
- Inglis, Mike (2007). „Galaxies”. Patrick Moore's Practical Astronomy Series: 157–189. ISBN 978-1-85233-890-9. doi:10.1007/978-1-84628-736-7_4.
- Inglis, Mike (2007). „Galaxies”. Patrick Moore's Practical Astronomy Series: 157–189. ISBN 978-1-85233-890-9. doi:10.1007/978-1-84628-736-7_4.
- Stephen Uitti (27. 5. 2005). „Farthest Naked Eye Object”. Uitti.net. Приступљено 1. 11. 2008.
- Biviano, Andrea;  . (2000). „From Messier to Abell: 200 years of science with galaxy clusters”.  Ур.: Florence Durret; Daniel Gerbal. Constructing the Universe with Clusters of Galaxies, IAP 2000 meeting, Paris, France, July 2000. Constructing the Universe with Clusters of Galaxies. стр. 1. Bibcode:2000cucg.confE...1B. arXiv:astro-ph/0010409 .
- Wang, Tao;  . (2016). „Discovery of a galaxy cluster with a violently starbursting core at z=2.506”. The Astrophysical Journal. 828 (1): 56. Bibcode:2016ApJ...828...56W. arXiv:1604.07404 . doi:10.3847/0004-637X/828/1/56.

## Spoljašnje veze
- Clavin, Whitney; Jenkins, Ann; Villard, Ray (7. 1. 2014). „NASA's Hubble and Spitzer Team up to Probe Faraway Galaxies”. NASA. Приступљено 8. 1. 2014.